# Laraki Fulgura
Pour les articles homonymes, voir Laraki (homonymie).
La Laraki Fulgura est une voiture de sport marocaine haut de gamme, fabriquée par l'entreprise Laraki et dévoilée au Salon international de l'automobile de Genève 2004.

## Description
Animée par un moteur Mercedes-Benz, la Fulgura atteint la vitesse de 350 km/h et effectue le 0 à 100 km/h en 3,5 secondes. Le prix d'acquisition de la supercar est de 300 000 euros. 